# Kani Bozon
Kani Bozon, o anche Kani Bonzon oppure Kani Bonzoni, è un comune rurale del Mali facente parte del circondario di Bankass, nella regione di Mopti.

## Amministrazione

### Gemellaggi
- Podenzano